# عبد السلام الهبطي الإدريسي
عبد السلام الهبطي الإدريسي هو عبد السلام بن محمد بن أحمد بن عبد الله الهبطي الإدريسي. عالم دين مسلم، كاتب وباحث مغربي، ولد سنة 1947 م في زاوية قرية القليعة بالمغرب.
عاش جد والده الإمام الشيخ عبد الله الهبطي المتوفى سنة 963 هـ بمنطقة المواهب بالأخماس العليا قرب شفشاون من الجهة الشرقية لهذه المدينة، وقد كان رحيل أبيه محمد الهبطي بن أحمد الهبطي إلى قبيلة بني مستارة بناحية وزان، وبزاوية القليعة دائرة زومي. استقر والده بهذه الزاوية نظرا لوجود جده الشيخ محمد العالم الملقب بالهبطي الصغير نجل جده الكبير عبد الله الهبطي، وقد قال السلاطين العلويون من محمد بن عبد الرحمن إلى الحسن الأول في ظهائرهم: «إن الإمام العلامة العارف بالله تعالى سيدي عبد الله الهبطي رضي الله عنه ـ وحفدته شرفاء يجب احترامهم وتقديرهم، والولي الصالح هذا إمام يجب احترامه واحترام حفدته، ويجب تقديرهم وإكرامهم». وقالوا: «زاوية هؤلاء الشرفاء بالأخماس موقرة ومعظمة ومحترمة، ويحترم كل من يلوذ بها ويلجأ إليها». وإلى هذه الشجرة ينتمي والده.

## مولده وتعليمه
ولد بزاوية قرية القليعة سنة 1ـ 1ـ 1947 م وفي بيت يحافظ على احترام قواعد الإسلام ومواعيد الصلاة وقراءة القرآن، وبمراقبة أبيه تمكن من حفظ القرآن الكريم مع إتقان رسمه وبعض المتون كألفية ابن مالك ومنظومة الإمام ابن عاشر المتوفى سنـة 1040 هـ. ثم التحق بمساجد القبيلة للمزيد من إتقان القرآن الكريم بأنصاصه التي تتعلق بالحذف والإثبات والرسم، وشيوخه بهذه المساجد هم: الفقيه/ محمد مشيو، والفقيه/ محمد الشطري، والفقيه/ محمد البقالي، والفقيه/ أحمد الهبطي والفقيه/ محمد الصافي، وغيرهم من الفقهاء الصالحين. ولما أصبح متقنا لحفظ القرآن الكريم وأنصاصه ومتونه؛ التحق بمركز الهباجين بنفس القبيلة لقراءة مبادئ العلوم التقليدية كالفقه والألفية والأجرومية والصرف والرياضيات واللغة الفرنسية وغيرها، وشيخه بهذه الزاوية هو محمد المزوري المستاري، وقد كانت هذه الجولة العلمية الابتدائية كمقدمة لعلوم عالية بمدينة مكناس، وفعلا شرع في متابعة دراسته الأصيلة بهذا المعهد وهو متشبع بالجد والتحصيل، ومن شيوخه به: الأستاذ إدريس العرائشي الذي أخذ عنه النحو العالي، والأستاذ أحمد البصري، وعنه أخذ علم التاريخ، والأستاذ محمد بن الصديق الذي علمه علم الأصول، والأستاذ السلاسي الذي عنه أخذ علم العصمية، والأستاذ الحميدي وعنه أخذ مادة الأدب، وغير هذه المواد كعلوم البلاغة والفرائض والفقه، وأثناء هذه الدراسة كانت علاقته بالأستاذ الفقيه الصديق علاقة متميزة، حيث كانت مبنية على الاحترام المتبادل، خصوصا لما قرأ أمامه بالقسم أبياتا شعرية ارتجالية بعد عودته من أداء فريضة الحج، وبهذا الشكر الشعري أصبح مقربا لشيخه الأستاذ بن الصديق لدرجة أنه كان يعتبر دروسه التي ينقلها عنه كأنها مراجع يصحح منها دروس الطلبة، يقول عبد السلام: «وذات يوم قال لي:» ولدي! عليك بحفظ القطع النثرية والشعرية والمستقبل سيكون باسما لك«. وقد تأثرت بقوله الثمين هذا واندفعت إلى الاهتمام بدروسي وإضافة ما أستطيع إضافته إليها من كتب العلم والمعرفة». أما أستاذه أحمد البصري فبعد قراءته لمحاضرة كلفه بإلقائها تحت عنوان:(هارون الرشيد وتشجيعه للعلم والعلماء) وبعدها قام أستاذه وجلس في مكان عبد السلام بالمقعد الأول من مقاعد القسم وأخذ الموضوع وكتب في آخر صفحاته نقطة 20 فوق 20 وكتب بالحرف الوحيد: «(هذا مجهود جبار تستحق عليه كل ثناء وتقدير، وإن وصيتي لك هو كثرة المطالعة، وواصل سواد الليل ببياض النهار، فإن المستقبل سيكون باسما لك إن عملت بهذه النصيحة، وإلى الأمام والله ولي التوفيق) (أحمد بصري)». وكان عمر عبد السلام أثناء هذه المرحلة لا يتجاوز العشرين عاما وبالجملة فقد كان يحب شيوخه ويحترمهم. وبالمقابل فقد كانوا يدعون له بالتوفيق والنجاح في كل أعماله. وهكذا واصل جهوده تحت مراقبتهم لدرجة أن أحدهم زاره ببيته المتواضع وشجعه على مواصلة العمل ودعا له ولأخيه بالتوفيق والنجاح، وفارقه على أمل لقاءات أخرى في مؤسسة الدراسة، ونظرا لهذه العلاقة الطيبة التي كانت تشده بهم؛ فقد أمره أحد شيوخه بتعليم أولاد أخيه وكان ثريا جدا، وبسلوكه الحميد هذا أصبح لدى رب الدار كأحد أبنائه. وذات يوم قال للأستاذ العرائشي إن طالبك السيد الهبطي يتمتع بضمير حي وأخلاق فاضلة ونشاط فعال، فقد أفاد أبنائي كثيرا فجزاه الله خيرا عمـا بذله من جهود، وبهذا فرح شيخه وأثنى على أعماله، فكان ذلك بمثابة تجديد لمرحلة أخرى من حياته التي لم ير من خلالها إلا كل ما يسره من هيئة التدريس بوجه عام، وعلى سبيل المثال كان أستاذه السلاسي يدرسهم مادة الفقه العالي، وكان يمنحه نقطة عالية في كل امتحان، وذات يوم خاطبه طالب اسمه التوزاني قائلا له: أستاذي ألم يوجد في القسم من يستحق هذة الدرجة إلا الهبطي؟ فرد الأستاذ على هذا الطالب قائلا: «و كانت النقطة تمنح فوق العشرين لمنحتها للهبطي».
التحق بسلك التعليم الابتدائي بالشهادة الثانوية وبعد نجاحه المتميز أصبح مدرسا بناحية مكناس، ولما زاره المفتش محمد العلج بقسمه خارج مدينة تاوجطات شكره وأثنى على عمله، وقال للمدير: «إن السيد الهبطي يجب تعينه فورا بالمركز». قال عبد السلام: «ففرحت بهذا التطور في مجرى حياتي الدراسية والتعليمية». وبمواصلته للعمل العلمي نال شهادة الإجازة بجامعة القرويين بفاس سنة 1985م. ومن شيوخه بهذه المؤسسة الأصيلة الأستاذ الدودي (مادة الفقه) والأستاذ أحمد الغازي الحسيني (مادة الفرائض) والأستاذ أحمد العلمي (مادة الحديث) والدكتورة عائشة بنت الشاطئ (مادة التفسير) وغيرهم من العلماء الأكفاء وفي سنة 1991م بجامعة محمد الخامس بالرباط تابع عمله بتحضير دبلوم الدراسات العليا في علوم القرآن في موضوع (فتح المنان شرح مورد الظمآن في رسم أحرف القرآن) للإمام أبي محمد عبد الواحد ابن عاشر الأندلسي الأنصاري المتوفى 1040هـ، وذلك بعد نجاحه في امتحان شهادة استكمال الدروس أو (الشهادة المعمقة). قال عبد السلام الهبطي: «أما المشرف على عمله فهو الأستاذ الدكتور التهامي الراجي الهاشمي الذي كنت أحترمه، وذلك نظرا لنصائحه الثمينة التي كنت أسمعها منه من حين لآخر كقوله مثلا (إنكم من خدام القرآن) وقال الأستاذ الراجي المشرف ولجنة المناقشة تحاورني في دكتوراه الدولة في موضوع:(الشرح والتعليل لبعض قواعد الرسم القرآني الجليل على ضوء ما ورد فيها من قراءات التنزيل) (إن الباحث الطالب عبد السلام الهبطي الإدريسي يعتبر من المتشددين في المحافظة على الرسم التوقيفي). وقد فرحت كثيرا بهذا التعبير الراقي الذي عرفت من خلاله أن الدكتور الراجي يندرج ضمن قائمة الساهرين على صيانة القراءات والقرآن ورسمه، ومن تواضع الأستاذ الراجي أنني دخلت ذات يوم لمدرجه لمتابعة محاضرته في القراءات ولم أجد مقعدا، وبعد وقوفي قليلا قام الأستاذ الراجي وخرج، فإذا به يظهر وهو حامل مقعدا وخاطبني قائلا:(خذ ياهبطي) فعلمت أن الراجي رحيم وإنساني منذ هذه اللحظة وبين الفترتين الجامعيتين أكون قد قضيت بجامعة محمد الخامس بالرباط عشر سنوات، وكنت إلى جانب عملي هذا أقوم بإنجاز بحوث متنوعة».

## أعماله
في فترتين جامعيتين استمرت عشر سنوات، قضاهن عبد السلام الهبطي في جامعة محمد الخامس، عمل خلال هذه الفترة بأعمال بحثية هي:
بحث تحت عنوان: 
1. تخريج القراءات من حيث الخطاب الثلث الأول
2. لمحة موجزة عن أهمية الفواصل والآيات بالنسبة لقارئ القرآن. تحت إشراف الدكتور الراجي.
3. الاتجـــــاهات الكبرى في بحث إعجاز القرآن إلى آخر القرن الخامس الهجري وهذا تحت إشراف الدكتور أحمد أبو زيد.
4. منهج الرسول في التبليغ وأثره في توجيـــــه الصحابة. تحت إشراف الدكتور فاروق حمادة هذا بالإضافة إلى عدة محاضرات قام بإلقائها في الغرفة التجارية بمدينة القنيطرة منهـا على سبيل المثال:
  1. الجانب الثقفي في العهد الحسني.
  2. حكم المخدرات في الشريعة الإسلامية.
  3. وظيفة الشباب في الإسلام.
  4. جهاد محمد الخامس ضد الاحتلال الأجنبي.

1. قام بإلقاء عدة دروس في برنامج كيف نقرأ القرآن الذي كان يشرف عليه الأستاذ أحمد بابا العلوي. ومنها على سبيل المثال (نقل حركة الهمزة إلى الساكن قبلها) والقراءات ودورها في استنباط الأحكام، واهتمام المغاربة بوقف الشيخ أبي جمعة الهبطي، والإمام الخراز ومفاتيحه للدخول إلى فهم الرسم القرآني، والوقف السني بالمغرب، ودخول رواية ورش إلى المغرب، وهناك محاضرات أخرى كان قد قام بإلقائها في أماكن متفرقة بمدينة القنيطرة وغيرها ومنها على سبيل المثال (الرسم التوقيفي بين الرفض والتأيد) و (نظام البيعة في الإسلام) و (الصلاة ودورها الروحي والصحي في بناء صحة المومن) و (موضوع تأبيني) يتعلق بالفقيه محمد الهبطي، وقد استمع إليه رئيس المجلس العلمي المحلي بالقنيطرة الأستاذ شبيهنا ماء العينين، وغيره من علماء القنيطرة، وكان ذلك بحضور السيد والي المدينة. كما قام بقراءة قصيدة تحت عنوان: (يتيم تبسم الكون بوجوده) بالإذاعة المغربية بالرباط. ومن هذه الجهود أيضا محاضرة قام بإلقائها بضريح الولي الصالح الشيخ عبد الله الهبطي بالأخماس العليا إقليم شفشاون، وكان ذلك بحضور عدد من العلماء والسلطة المحلية. قال عبد السلام الهبطي: "وأثناء عملي كأستاذ بمدرسة الأساتذة زارني مسؤول تربوي رفيع المستوى العلمي والتربوي الأستاذ عبد السلام العلوي وبعد حديثه معي جاء في تقريره (الدكتور عبد السلام الهبطي الإدريسي عالم جليل يستمد دروسه ومحاضراته من اطلاعه الواسع في علوم القرآن والتربية، أعتبر وجوده بهذه المؤسسة العلمية والتربوية أستاذا مؤطرا مكسبا حقيقيا للمدرسة وطلابها). أما الأستاذ محمد الهبطي فكان آخر ما كتب في حقي بالحرف الوحيد (أنوه بقدرتك الإنشائية وغزارة معلوماتك الدينية والحديثية والأثرية:

## وصلات داخلية
- التهامي الراجي
- أبو جمعة الهبطي
- عبد الله الهبطي
- أبو عبد الله الهبطي

## وصلات خارجية
- الموسوعة الاسلامية لعلوم القرآن موسوعة للشيخ الدكتور عبد السلام الهبطي الإدريسي
- محاضرة للدكتور/ عبد السلام الهبطي. على يوتيوب

 المغرب